# Амурская улица (Санкт-Петербург)
Аму́рская улица — улица в северной части Санкт-Петербурга, расположена в Калининском районе, проходит от проспекта Непокорённых до улицы Верности, вдоль северо-западной границы Пискарёвского мемориального кладбища.
Покрытие в начале улицы — асфальтовое, после кладбища до апреля 2020 года было грунтовым, ныне также асфальтовое.

## История
Своё нынешнее название улица получила 3 августа 1940 года в честь реки Амур. До этого называлась Елизаветинской.

## Пересечения
От начала улицы:
- проспект Непокорённых
- улица Верности

## Транспорт
Ближайшая к Амурской улице станция метро — «Площадь Мужества» 1-й (Кировско-Выборгской) линии.

## Объекты
- Коррекционная школа № 19 — дом 2
- Пискарёвский парк
- Пискарёвское мемориальное кладбище